# Julie Wilhelmine Hagen-Schwarz
Julie Wilhelmine Hagen-Schwarz (27 de octubre de 1824–20 de octubre de 1902) fue una pintora alemana, principalmente de retratos.

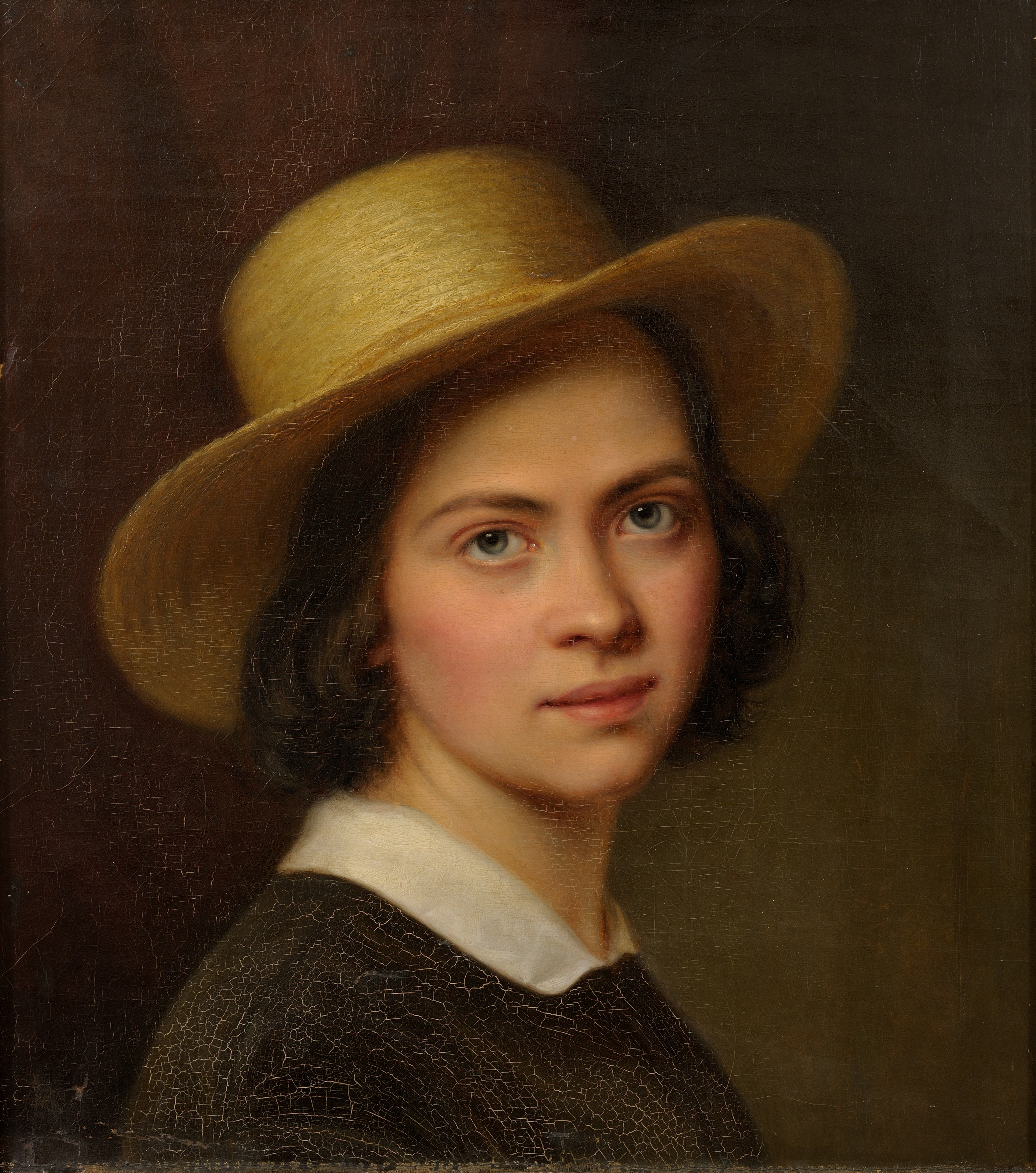
Autorretrato

## Biografía
Fue hija del pintor August Matthias Hagen, nació mientras sus padres estaban en una excursión en la que buscaban realizar cuadros pictóricos. Ella mostró un temprano interés por el dibujo, por lo que su padre no dudo en darle lecciones. Después de graduarse de las escuelas públicas, se enrolo en la Universidad de Dorpat (ahora Universidad de Tartu), donde pronto se sintió atraída por la pintura de retratos.
Después de graduarse, recibió una beca para estudiar en Alemania. Comenzó con Friedrich Gonne en Dresde, luego se dirijio a la ciudad de Munich, obteniendo un puesto en los talleres de Mauricio Rugendas (Destacado pintor alemán) . Tres años después, regresó a Tartu y recibió otra beca esta vez del zar Nicolás I para estudiar en Italia. En esta ocasión, la acompañó su padre, quien esperaba que el clima italiano fuera beneficioso para su salud.
En 1854 regresó a casa, ya como una artista conocida por su participación en varias exposiciones en toda Europa. Poco después, se casó con el astrónomo Ludwig Schwarz, quien más tarde se convirtió en director del observatorio local. Su luna de miel consistió en una expedición al sureste de Siberia, donde su esposo era parte de un equipo que exploraba los recursos minerales y preparaba un mapa detallado en nombre de la Sociedad Geográfica Rusa . Como era de esperar, aprovechó para esbozar todo lo que le interesaba.
En 1858, se convirtió en la primera mujer elegida para la Academia Imperial de las Artes. Después de eso, pasó gran parte de su tiempo en San Petersburgo, participando en todas las exposiciones locales y nacionales. En total, produjo más de 700 retratos.

## Cuadros seleccionados

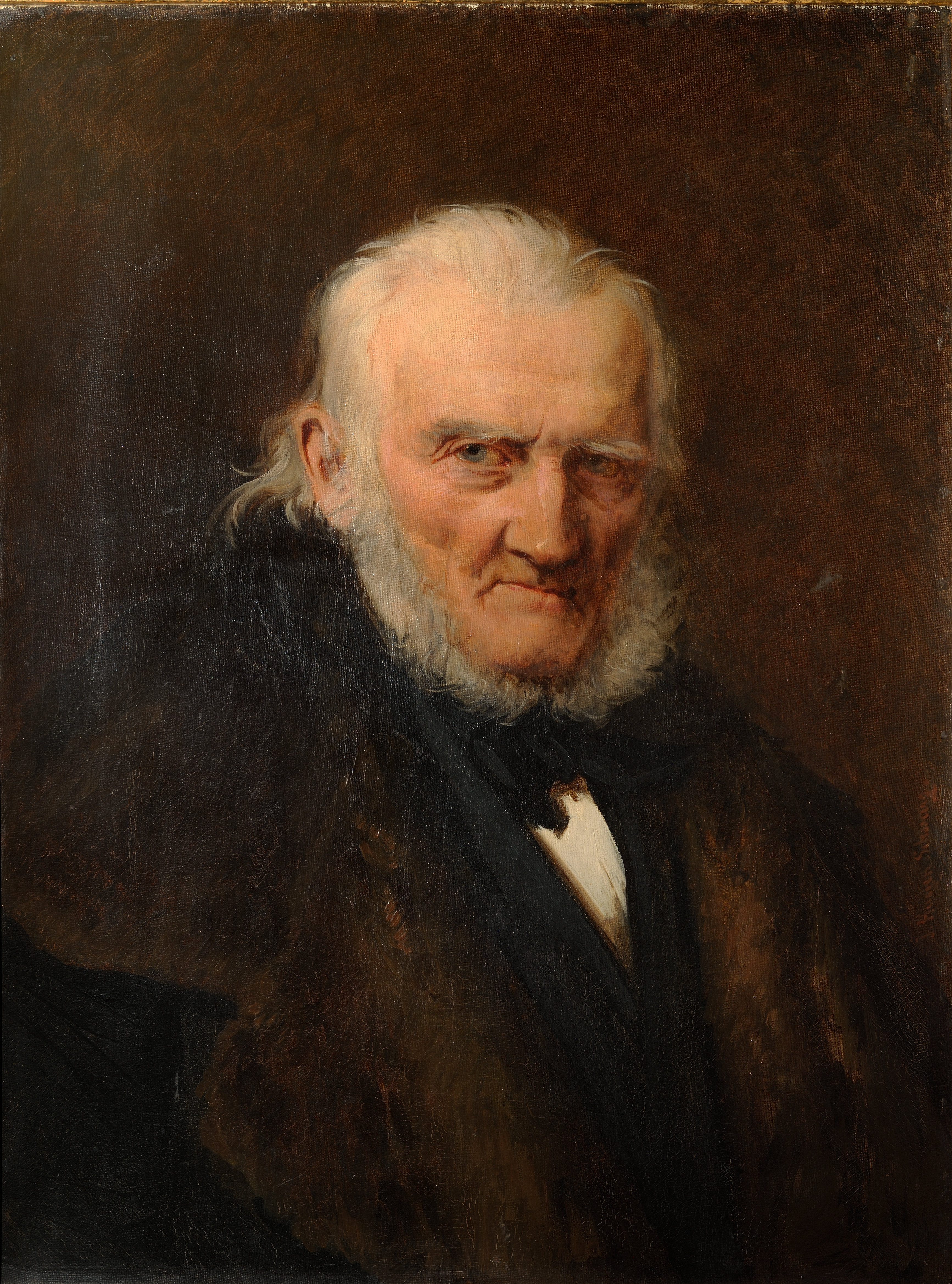
Retrato de su padre (década de 1870)
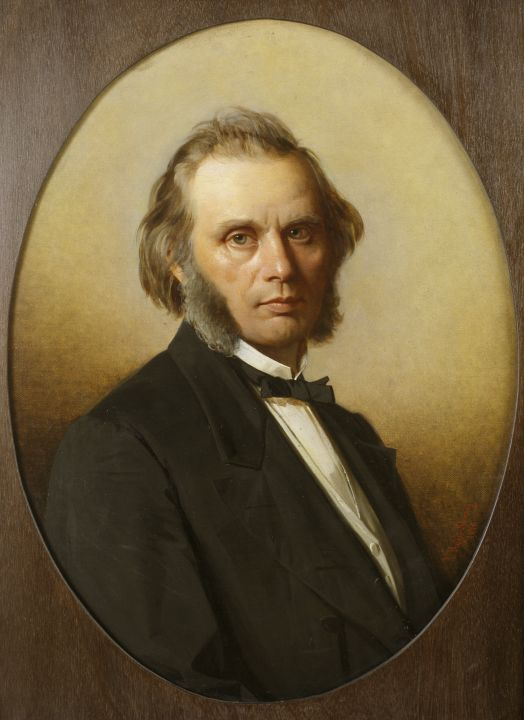
Retrato de su marido (1870)
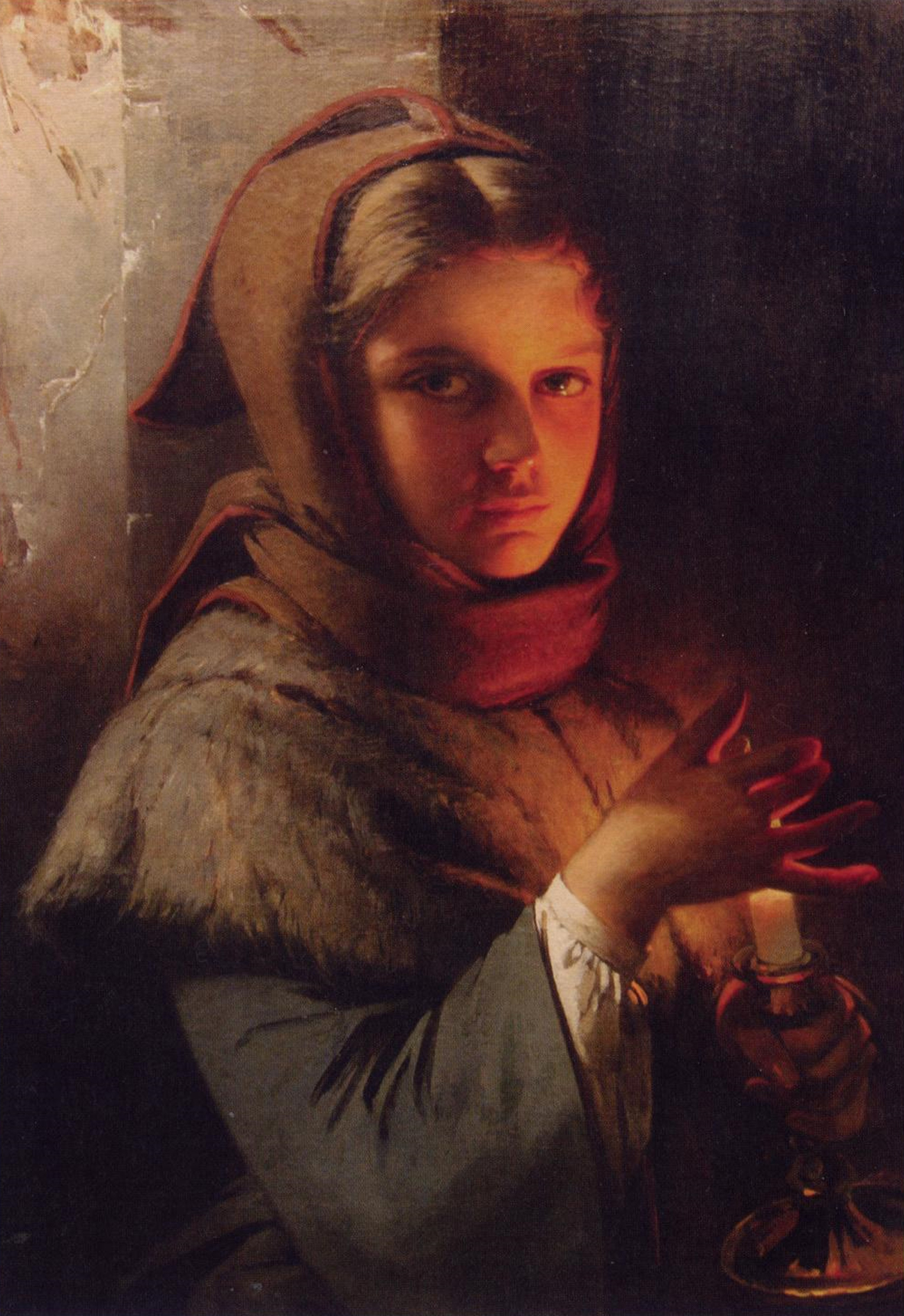
Retrato de una niña (década de 1870)
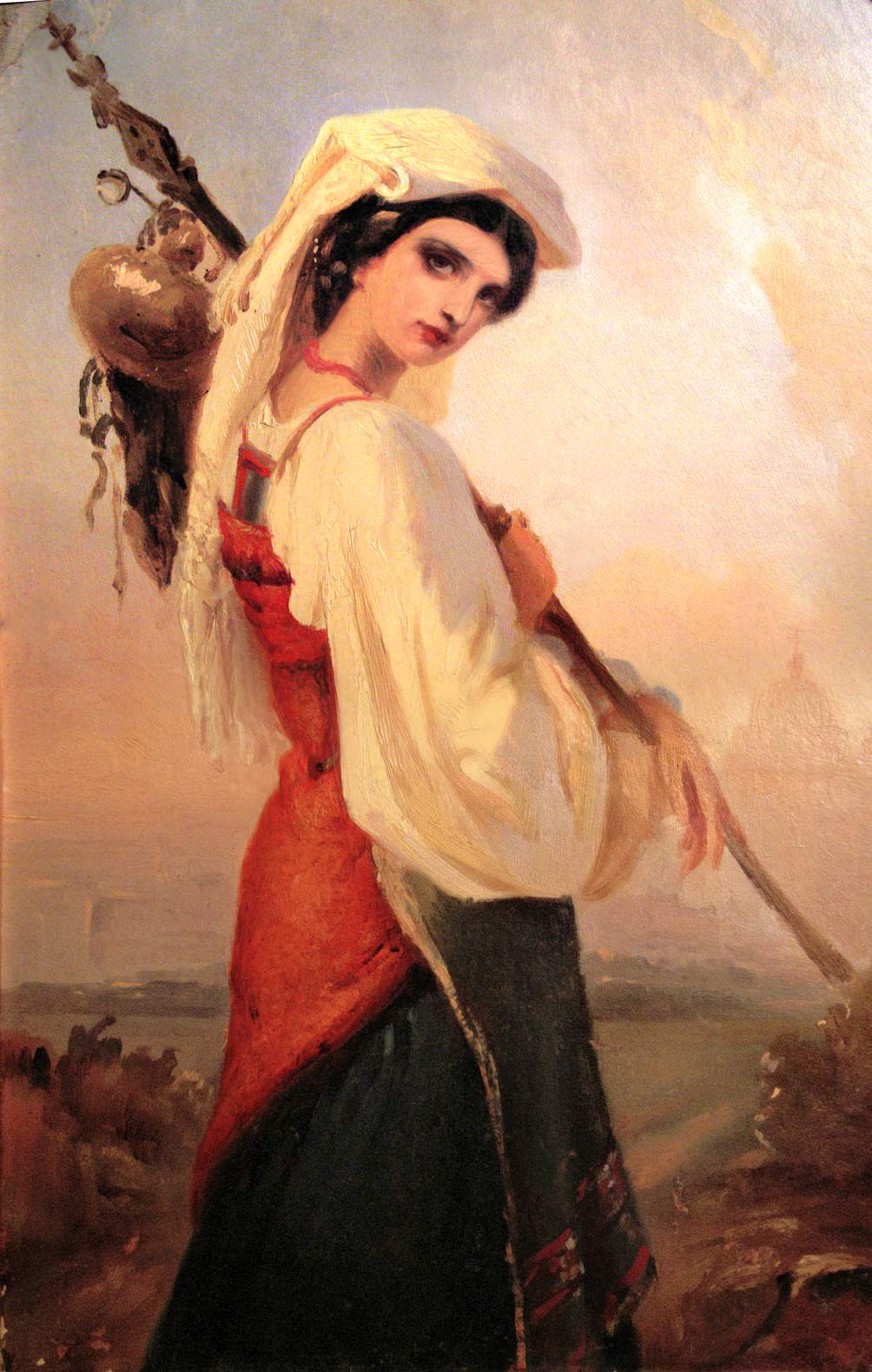
Doncella italiana camino a Roma (hacia 1850)
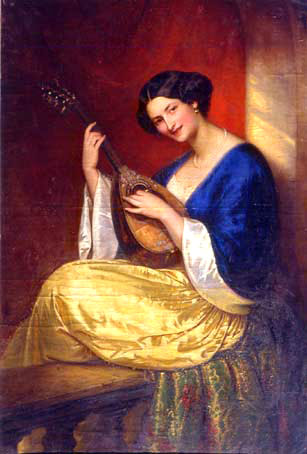
Tocador de mandolina (1851)

## Otras lecturas
- Epp Preem y Mart Sander, Julie Hagen-Schwarz 1824-1902, LiteRarity, Tallin 2009ISBN 9949-187-84-2